# リィザス
株式会社リィザスは、東京都台東区柳橋にある企業。ECサイト「むにむに製作所」を運営し、着ぐるみ、コスプレ用品の製作、販売を手がける。

## 概要
ECサイト「むにむに製作所」の運営を行う。キャラクターの顔を模した、コスプレ用の仮面（美少女マスク）の製作、販売を手がける。
コスプレマスクは、コスプレイヤー自身の素顔を出すこともなく、性別も関係なく、好みのキャラクターになりきることができる。一方、マスクのオーダーメイドは1面あたり10万円程度と高価であり、ハードルが高かった。このため、むにむに製作所では半面をソフトビニール製とすることでコストダウンを図り、ウィッグ（かつら）なども含めて販売価格を2万円程度にまで抑えた。
美少女キャラクター以外にも、美少年キャラクター風のマスクや、デフォルメを控え目にしたドール（人形）風のマスクなども製作している。こうしたマスクをマネキン人形に装着し、等身大のキャラクター人形として楽しむ例も広がっている。

## 沿革
- 2016年に「むにむに製作所」を開業[6]。
- 2018年2月15日、テレビ東京のバラエティ番組『モヤモヤさまぁ〜ず2』で、三村マサカズや福田典子らがむにむに製作所を訪問した様子が放送される[7]。
- 同年10月、法人であるリィザスを設立[8]。
- 同年11月15日、東京都台東区蔵前4丁目5番9号 OTビル4階から現所在地に移転[9]。